# 폴커 슈펭글러
폴커 슈펭글러(독일어: Volker Spengler, 1939년 2월 16일 ~ 2020년 2월 8일)는 독일의 배우이다.

## 작품 목록

### 영화
- 컨디션 (2012년)
- 런던에서 온 사나이 (2007년)
- 오프 비트 (2004년)
- 존 말코비치의 25시 (1996년)
- 독일 전기톱 살인사건 (1990년)
- 100년 동안의 히틀러 (1989년)
- 죽음의 컴퓨터 게임 (1987년)
- 베로니카 포스의 갈망 (1982년)
- 베를린 알렉산더 광장 (1980년)
- 제3세대 (1979년)
- 마리아 브라운의 결혼 (1979년)
- 13달인 어느 해에 (1978년)
- 양지로의 여행 (1978년)
- 악마의 양조법 (1976년) - 언스트 크랜즈 역
- 중국식 룰렛 (1976년)
- 퀴스터스 부인의 천국 여행 (1975년)